# ایوامورا، نیگاتا
ایوامورا، نیگاتا (به لاتین: Iwamuro) یک منطقهٔ مسکونی در ژاپن است که در Hokuriku region واقع شده‌است. ایوامورا ۹٬۸۶۵ نفر جمعیت دارد.